# İlbank Gençlik ve Spor Kulübü 2020-2021
Questa voce raccoglie le informazioni riguardanti l'İlbank Gençlik ve Spor Kulübü nelle competizioni ufficiali della stagione 2020-2021.

## Organigramma societario
Area direttiva
- Presidente: Yusuf Büyük

Area tecnica
- Allenatore: Mehmet Duygun
- Allenatore in seconda: Barış Topcu
- Assistente allenatore: Nihal Cantürk
- Scoutman: Mustafa Söğüt

## Rosa
| N° | Nome            | Ruolo | Data di nascita  | Nazionalità sportiva |
| -- | --------------- | ----- | ---------------- | -------------------- |
| 1  | Eva Mori        | P     | 13 marzo 1996    | Slovenia             |
| 2  | Ceyda Durukan   | C     | 8 aprile 1994    | Turchia              |
| 3  | Birgül Güler    | S     | 2 maggio 1990    | Turchia              |
| 5  | Gina Mambrú     | O     | 21 gennaio 1986  | Rep. Dominicana      |
| 7  | Eylül Karadaş   | P     | 3 settembre 2001 | Turchia              |
| 8  | Melda Güler     | S     | 11 novembre 2000 | Turchia              |
| 9  | Ceren Çınar     | P     | 9 settembre 1992 | Turchia              |
| 10 | Ceren Karagöl   | C     | 11 marzo 1997    | Turchia              |
| 12 | Yaprak Erkek    | S     | 2 settembre 2001 | Turchia              |
| 14 | Ceren Cihan     | L     | 3 febbraio 1991  | Turchia              |
| 15 | Tuğçe Öcal      | S     | 28 maggio 2000   | Turchia              |
| 16 | Yasemin Özel    | O     | 13 maggio 1998   | Turchia              |
| 17 | Yağmur Karaoğlu | O     | 21 agosto 2001   | Turchia              |
| 18 | Sinead Jack     | C     | 8 novembre 1993  | Trinidad e Tobago    |
| 20 | Ezgi Arslan     | S     | 23 marzo 1992    | Turchia              |

## Statistiche

### Statistiche di squadra
| Competizione     | Punti | In casa | In casa | In casa | In trasferta | In trasferta | In trasferta | Totale | Totale | Totale |
| Competizione     | Punti | G       | V       | P       | G            | V            | P            | G      | V      | P      |
| ---------------- | ----- | ------- | ------- | ------- | ------------ | ------------ | ------------ | ------ | ------ | ------ |
| Sultanlar Ligi   | 20    | 15      | 4       | 11      | 15           | 3            | 12           | 30     | 7      | 23     |
| Coppa di Turchia | 3     | 0       | 0       | 0       | 0            | 0            | 0            | 3      | 1      | 2      |
| Totale           | -     | 15      | 4       | 11      | 15           | 3            | 12           | 33     | 8      | 25     |

G = partite giocate; V = partite vinte; P = partite perse

### Statistiche dei giocatori
| Giocatore   | Campionato | Campionato | Campionato | Campionato | Campionato | Coppa di Turchia | Coppa di Turchia | Coppa di Turchia | Coppa di Turchia | Coppa di Turchia | Totale | Totale | Totale | Totale | Totale |
| Giocatore   | P          | PT         | AV         | MV         | BV         | P                | PT               | AV               | MV               | BV               | P      | PT     | AV     | MV     | BV     |
| ----------- | ---------- | ---------- | ---------- | ---------- | ---------- | ---------------- | ---------------- | ---------------- | ---------------- | ---------------- | ------ | ------ | ------ | ------ | ------ |
| E. Arslan   | 23         | 174        | 135        | 17         | 22         | 0                | 0                | 0                | 0                | 0                | 23     | 174    | 135    | 17     | 22     |
| C. Cihan    | 30         | 0          | 0          | 0          | 0          | 3                | 0                | 0                | 0                | 0                | 33     | 0      | 0      | 0      | 0      |
| C. Çınar    | 19         | 5          | 2          | 0          | 3          | 3                | 0                | 0                | 0                | 0                | 22     | 5      | 2      | 0      | 3      |
| C. Durukan  | 17         | 86         | 58         | 16         | 12         | 2                | 18               | 12               | 4                | 2                | 19     | 104    | 70     | 20     | 14     |
| Y. Erkek    | 28         | 212        | 190        | 7          | 15         | 3                | 41               | 33               | 2                | 6                | 31     | 253    | 223    | 9      | 21     |
| B. Güler    | 28         | 156        | 125        | 20         | 11         | 3                | 32               | 25               | 4                | 3                | 31     | 188    | 150    | 24     | 14     |
| M. Güler    | 11         | 38         | 21         | 10         | 7          | 3                | 7                | 4                | 2                | 1                | 14     | 45     | 25     | 12     | 8      |
| S. Jack     | 17         | 165        | 113        | 42         | 10         | -                | -                | -                | -                | -                | 17     | 165    | 113    | 42     | 10     |
| E. Karadaş  | 25         | 27         | 14         | 3          | 10         | 3                | 8                | 6                | 0                | 2                | 28     | 35     | 20     | 3      | 1      |
| C. Karagöl  | 28         | 121        | 64         | 45         | 12         | 3                | 22               | 13               | 8                | 1                | 31     | 143    | 77     | 53     | 13     |
| Y. Karaoğlu | 24         | 193        | 173        | 13         | 7          | 3                | 19               | 17               | 2                | 0                | 27     | 212    | 190    | 15     | 7      |
| G. Mambrú   | 11         | 65         | 58         | 5          | 2          | -                | -                | -                | -                | -                | 11     | 65     | 58     | 5      | 2      |
| E. Mori     | 23         | 90         | 53         | 21         | 16         | -                | -                | -                | -                | -                | 23     | 90     | 53     | 21     | 16     |
| T. Öcal     | 25         | 59         | 54         | 1          | 4          | 3                | 13               | 12               | 0                | 1                | 28     | 72     | 66     | 1      | 5      |
| Y. Özel     | 21         | 90         | 79         | 4          | 7          | 3                | 20               | 15               | 3                | 2                | 24     | 110    | 94     | 7      | 9      |

P = presenze; PT = punti totali; AV = attacchi vincenti; MV = muri vincenti; BV = battute vincenti